# Магнитотаксис
Магнитотаксис — способность некоторых бактерий реагировать своим движением на магнитное поле. Явление описал Р. Блэкмор в 1975 году.
Этот процесс происходит благодаря наличию в клетках бактерий особых частиц определённой формы — магнетосом, которые заполнены магнетитом, на долю которого может приходиться до 4 % сухого вещества бактерии.

## Функция магнитотаксиса
Магнитотаксисные бактерии являются микроаэрофилами, из-за чего живут на дне водоёмов, на границе ил-вода. В случае, если бактерии по каким-либо причинам попадут в верхние слои воды, наполненные губительным для них кислородом, они начнут двигаться в направлении магнитного севера или юга, в зависимости от полушария, при этом погружаясь и попадая в бескислородную зону. Есть предположение, что это повышает шансы на выживание. Однако такое приспособление может быть эффективным только в окрестностях магнитных полюсов, где силовые линии поля сильно наклонены к горизонту.